# Elsa Mangue
Elsa Mangue é uma cantora moçambicana. As suas canções são inspiradas na realidade social de Moçambique.
Foi a primeira cantora moçambicana a conquistar um prémio internacional, o de "Cantora Revelação" em 2013.